# Untertürkheim
Untertürkheim es un distrito de la ciudad de Stuttgart, en el estado federado de Baden-Wurtemberg, Alemania. Con una superficie de 6,06 km² es reconocido como el lugar donde se ubica la sede central del Mercedes-Benz Group y el Museo Mercedes-Benz.

## Geografía
Untertürkheim está rodeado por los distritos de Obertürkheim, Wangen, Bad Cannstatt y la vecina ciudad  de Fellbach, además del río Neckar.

## Historia

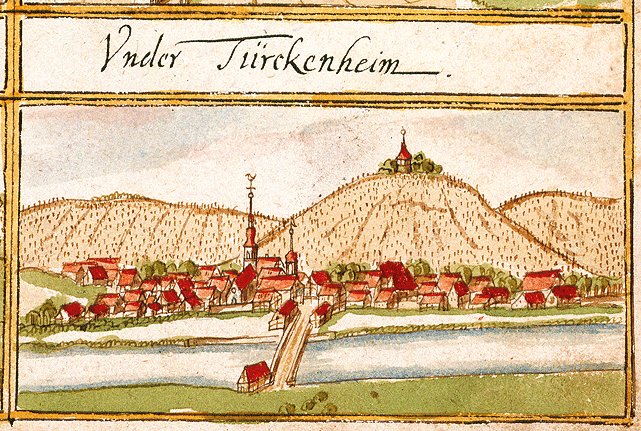
Vista de Untertürkheim en el libro de registro forestal de Andreas Kieser.

Untertürkheim se mencionó por primera vez en un documento en 1200. El nombre probablemente se remonta al asentamiento de un clan alamán. Su jefe llevaba el nombre de ‘Durinkheim’, que luego se convirtió en Türkheim. En la Alta Edad Media, Untertürkheim pertenecía al Ducado de Suabia y tras su disolución al núcleo del Reino de Wurtemberg.  Durante mucho tiempo, la gente de Untertürkheim se ganó la vida produciendo vino y practicando balsismo en el río Neckar.
Untertürkheim fue devastado en 1449 por tropas de la ciudad imperial de Esslingen. En la Guerra de los Treinta Años; después de la devastadora derrota de la Liga de Heilbronn en la Batalla de Nördlingen, 240 edificios en Untertürkheim fueron incendiados en 1634,cuando el Ducado de Wurtemberg estaba indefenso a merced del Ejército Imperial.
El progreso se produjo cuando se inauguró la primera línea ferroviaria del país en 1845 entre Untertürkheim y Bad Cannstatt. El 15 de agosto de 1900, representantes de la comunidad y la empresa automovilística Daimler firmaron un contrato por 185.000 metros cuadrados de terreno edificable en Gewan Kies. La planta se puso oficialmente en funcionamiento el 20 de noviembre de 1904. 
El 1 de abril de 1905, Untertürkheim se incorporó a Stuttgart. El 1 de mayo de 1931, Rotenberg perdió su independencia y fue asignado a Untertürkheim después de que la ciudad de Stuttgart fuera dividida en distritos en 1956.